# Avenida Osvaldo Aranha
La Avenida Osvaldo Aranha es una importante avenida de la ciudad de Porto Alegre, capital del estado de Río Grande del Sur, en Brasil, que cuenta con imponentes palmeras imperiales en toda su extensión. Comienza en la Praça Argentina y termina en la calle Ramiro Barcelos, en el barrio de Bom Fim, contornando, por el lado norte, la manzana de la Universidad Federal de Río Grande del Sur y el Parque Farroupilha.

## Historia
Fue conocida como "Carretera del Medio" o "Camino del Medio" (en portugués, Estrada do Meio o Caminho do Meio) y tuvo su primera apertura en el año 1833 por la Santa Casa de Misericordia para poder edificar, al fondo de su terreno, algunas casas.
En 1867, se colocó la piedra fundamental de la Capilla de Nuestro Señor Jesús del Bonfim que dio origen al nombre de "Campo del Bom Fim" en 1870 y, posteriormente, al barrio de Bom Fim. Desde 1896, comenzaron a funcionar por la avenida los tranvías a tracción animal de la Compañía Carris Urbanos.
En 1916, la parte norte del Campo de la Redención fue designada como Avenida de Bom Fim. El intendente Montaury inició, en 1917, su arborización y entre los años 1918 y 1919 se llevó a cabo su pavimentación.
El pavimento de la Avenida Bom Fim, con dos pistas de concreto armado, fue inaugurado en 1927 por el intendente Otávio Rocha. En 1930, recibe el nombre de Avenida Osvaldo Aranha, en homenaje al político riograndense partícipe de la Revolución de 1930.
A partir de los años 1920, la avenida y sus calles transversales pasaron a transformarse en un punto de atracción para comerciantes judíos, de origen polaco o ruso, transformando al barrio de Bom Fim en el barrio judío de Porto Alegre.

## Recorrido
La Avenida tiene su inicio en la Praça Argentina y finaliza en la calle Ramiro Barcelos, donde continúa como Avenida Protásio Alves. Durante su recorrido hace de límite entre los barrios de Bom Fim y Farroupilha. Sobre ella están localizados la Capilla Nuestro Señor Jesús del Bonfim, el Instituto de Educación General Flores da Cunha y el Auditorio Araújo Vianna. Cuenta con carriles en ambas direcciones y dos de ellos, ubicados en la parte central y separados del resto, son de uso exclusivo para diferentes líneas de ómnibus urbanos de la ciudad de Porto Alegre.